# Fígols
Fígols es un municipio y localidad española de la provincia de Barcelona, en la comunidad autónoma de Cataluña. El término municipal, ubicado en la comarca del Bergadá, tiene una población de 41 habitantes (INE 2024).

## Geografía
Fígols está situado en la parte noroeste de la comarca, limita al norte con los municipios de Gósol, Saldes y Vallcebre, al este con Guixers, comarca del Solsonés, al oeste con el municipio de Serchs, al sur con Castellar del Riu y una parte de Montmajor.

## Demografía
Fígols cuenta con una población de 41 habitantes (INE 2024).
| Gráfica de evolución demográfica de Fígols entre 1842 y 2021 |
| |
| Población de derecho según los censos de población del INE. Población de hecho según los censos de población del INE.Entre el censo de 1857 y el anterior, crece el término del municipio porque incorpora a Fumanya y Gorgallas. |

| 219                        | 324 | 314 | 66 | 58 | 34 | 34 | 53 | 53 | 52 | 48 | 47 |
| (Fuente: [cita requerida]) |     |     |    |    |    |    |    |    |    |    |    |

## Administración

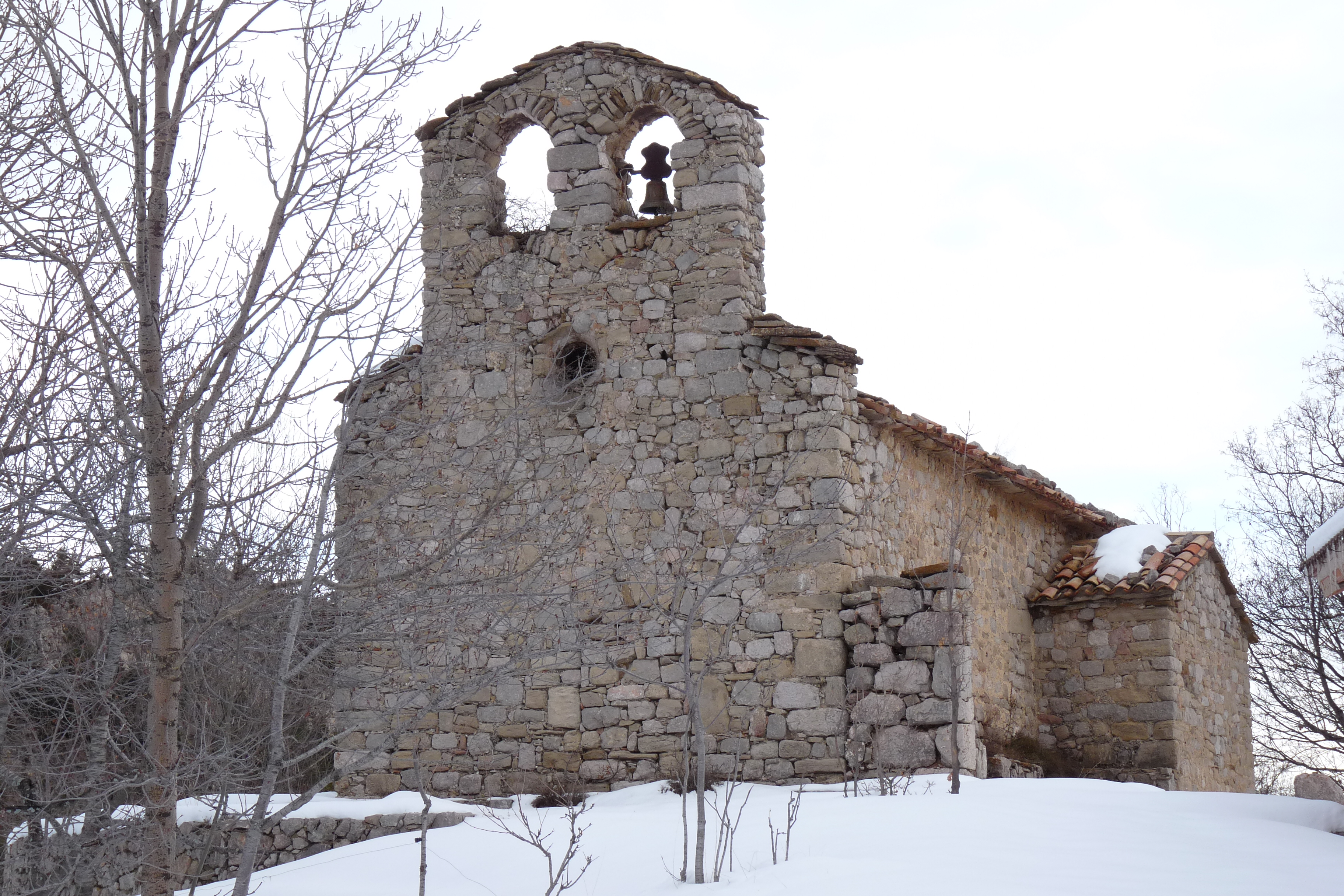
Iglesia románica de San Mateo, Fumanya

| Periodo   | Nombre                  | Partido |
| --------- | ----------------------- | ------- |
| 2003-2007 | Josep Guixé Sancliments | CiU     |
| 2007-2011 | Josep Guixé Sancliments | CiU     |

## Economía
Agricultura y ganadería. Central térmica. En Fígols se encuentra unos de los pocos yacimientos de ámbar de España.

## Lugares de interés
- Iglesia de Santa Cecilia, de estilo románico